# Энкрусихада
Энкрусиха́да (исп. Encrucijada) — независимый танцевальный театральный проект. Существует с 2007 года.

## О сюжете
В сюжете можно проследить как триединство разных периодов жизни женщины: невеста-мать-старуха, так можно и сопереживать накалу страстей в любовном треугольнике, где в борьбе за любимого мужчину сталкиваются интересы двух соперниц. А также вместе с героями нашей истории можно очутиться, как на красочном народном празднике, так и на таинственной реке, залитой лунным светом. Зрителю предлагают увидеть разную и порой незнакомую Испанию и разную реальность: как юг, так и север, как обычную жизнь, так и мистику.

## Спектакль
Спектакль состоит из двух отделений — «Луна — невеста ветра» и «Свадьба на реке Силь»

### «Луна — невеста ветра»
Сюита-притча. Основана на мифологических мотивах неоязычества и античности, испанской фольклорной символике, а также отдельных мотивах творчества Федерико Гарсиа Лорки. В нескольких хореографических композициях ведётся рассказ о трёх основных ипостасях в жизни женщины: девичестве, материнстве и старости, которые соотносятся и с ипостасями древней Богини-Матери, а также с фазами Луны, как небесного тела, то есть растущей, полной и убывающей. Партии исполняют три актрисы, каждая из которых представляет одну из этих трёх фаз-ипостасей. Символика представлена в спектакле с помощью пластики, элементов танца фламенко и отдельных средств кукольного театра, таких как работа с фактурой и предметами.
Последовательность композиций:

1. Пролог

В прологе актрисы одеты в одну огромную юбку чёрного цвета. Из тьмы выходит Триединая Богиня, как символ начала начал. Ткань, окружающая Богиню, как калейдоскоп, показывает символы течения человеческой жизни: невесту в фате, беременность, мать с ребёнком, отчаявшуюся женщину, скачущую на коне в погоне за утраченными иллюзиями и степенную вдову в трауре. Всё растворяется в вечном движении по кругу. Ткань улетает. Вслед за этим начинается рассказ о человеческой жизни.

2. Свадебные танцы

Актрисы одеты в одну огромную фату, которую они словно разыгрывают в соревновании за право стать невестой. Танец исполняется под песню «Ты проснись, невеста!» из пьесы «Кровавая свадьба» Лорки. В финале невеста выбрана, она сбрасывает фату, и начинается новый праздничный танец, где юбки-шлейфы ярко-зеленого цвета символизируют чувственность, кокетство, юношеские мечты и первую любовь.

3. Танцы женщины

На первый план выходит уже не наивная невеста, а страстная жена и любовница. Узкая полоска света, в которой танцует актриса, намекает на интимность и интригующее начало отношений мужчины и женщины. Вслед за этим на сцене появляются и остальные актрисы, вынося веера, символ флирта, ярко-оранжевый цвет которых намекает на разделённую любовь и плоды, которые следуют за ней. Веера превращаются то в пламя страсти, то в трехликую Луну, то в пяльцы для вышивки, то в сердце, которое разбивается из-за утраченных иллюзий. А в самом финале появляется колыбель и младенец, которого мать качает на руках, напевая андалусскую колыбельную. Последний жест — мотыльки, в которых превращается всё пережитое, всё улетает прочь: ушедшая любовь, выросшие
дети, прошедшая молодость с её мечтами и надеждами.

4. Танцы старухи

Снова колышутся на ветру чёрные юбки, словно напоминая о том, что всё прошло, и неумолимое время ведёт к завершению очередного круга. Перед глазами старухи как бы проносятся воспоминания обо всём ушедшем: о свадебной фате, о ребёнке, которого качала на руках. Но ничего не осталось, кроме сердца, которое пока ещё стучит. На старуху накидывают большую серую шаль, которая опутывает её как паутина. Уходят силы, наступает немошь и смерть. Душа женщины борется с пришедшей старостью, однако мудрость, накопленная за прожитые годы, даёт возможность смириться с печалью и понять, что уход из жизни — не есть конец, а лишь переход к новому.

5. Эпилог

Снова все актрисы на сцене. В их руках появляются разноцветные ленты. Радуга в испанском фольклоре — символ надежды. Тьма, породившая жизнь, не поглощает её. Разноцветный вихрь лент — последний аккорд истории, говорящий о том, что жизнь продолжается вечно: за смертью следует рождение. Образ трёхликой Луны снова проявляется в самом последнем символе, который образуют ленты и руки танцовщиц.

## Премьера
20 июня 2007 г. Санкт-Петербургский Большой театр кукол.